# بانک بذر هزاره

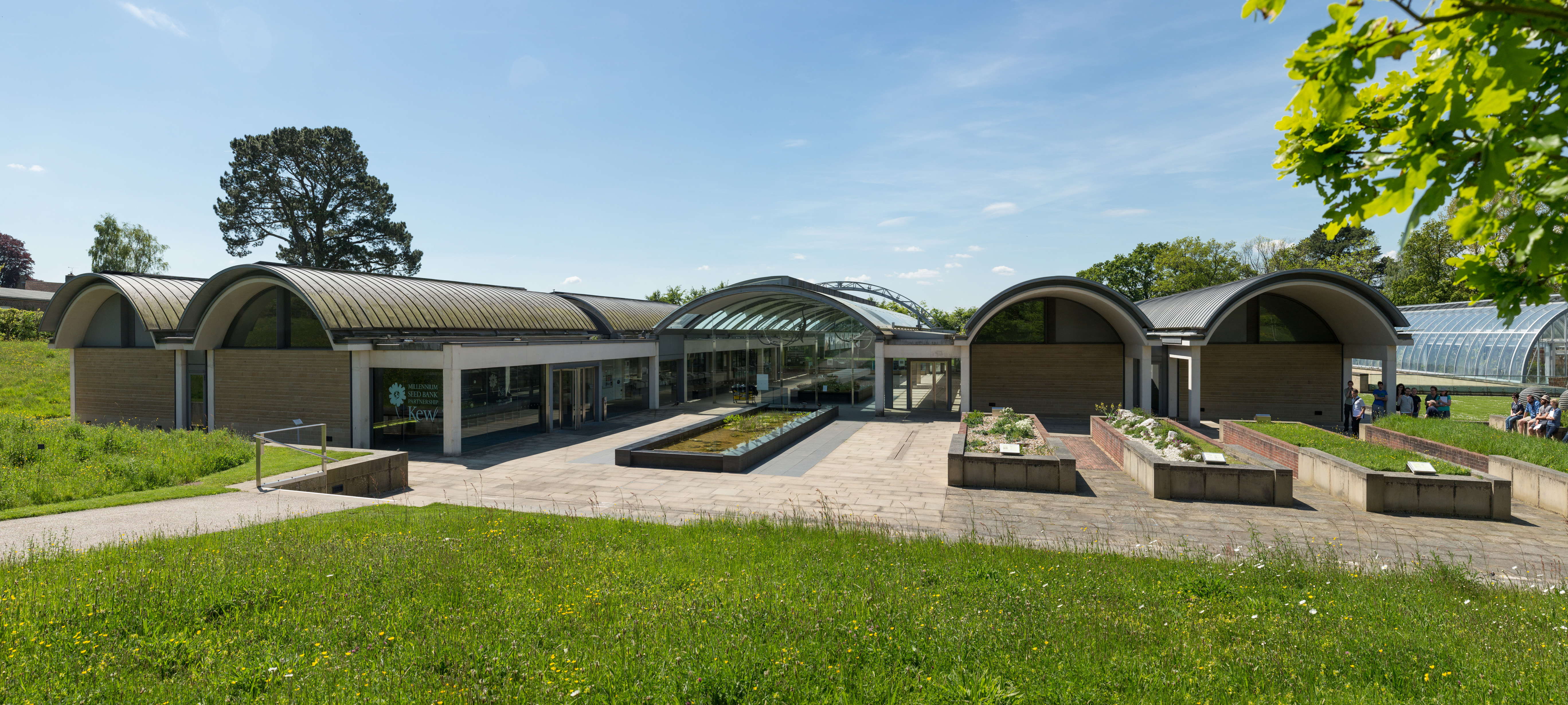
ساختمان بانک بذر هزاره

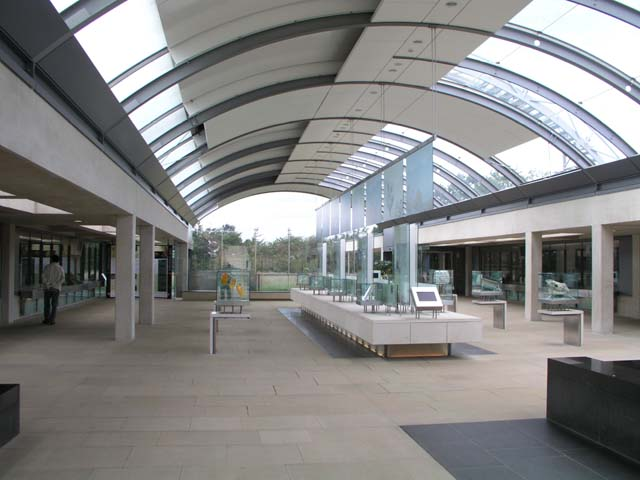
سالن بازدیدکنندگان مرکزی

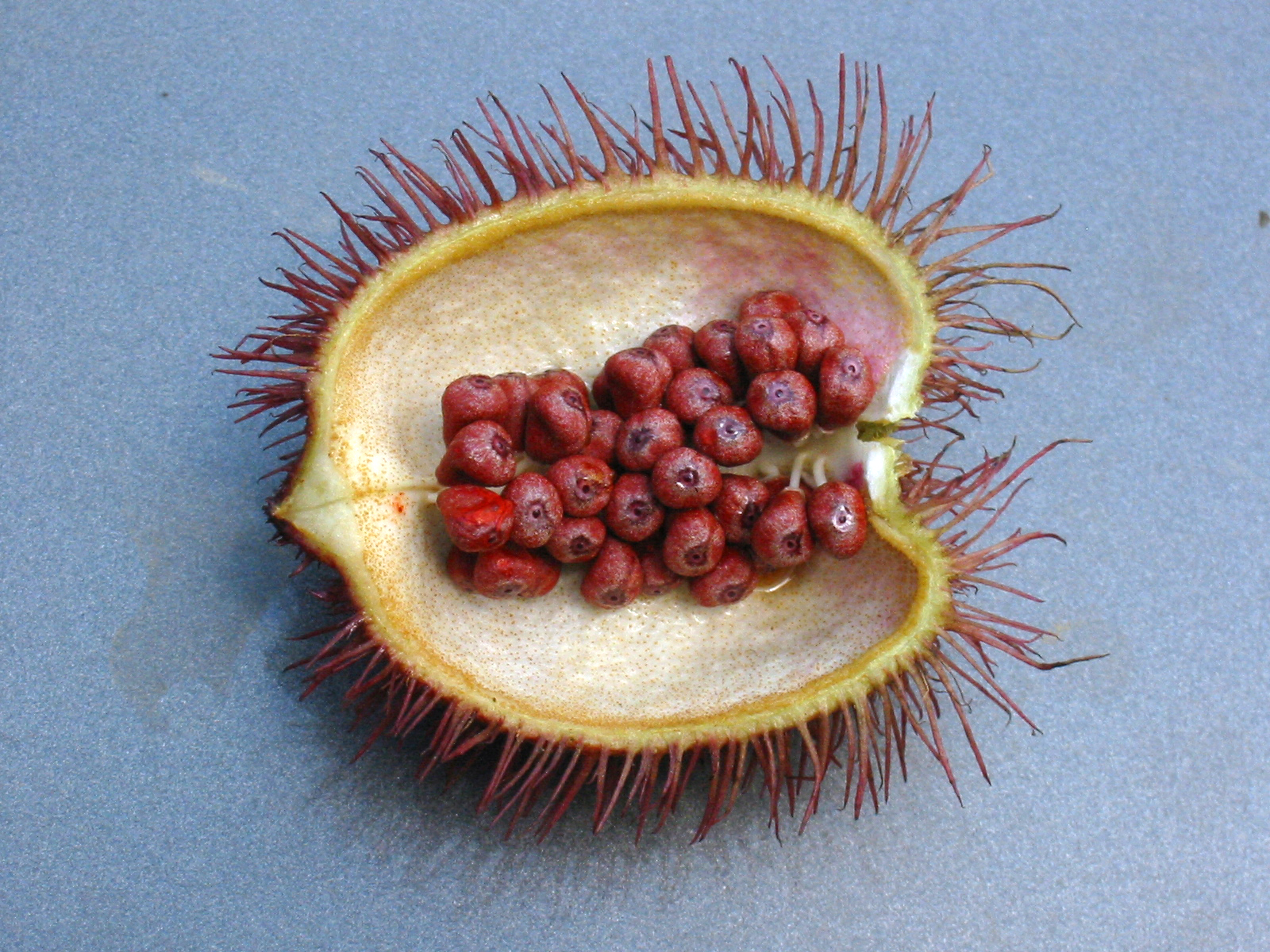
دانه‌های درخت آناتو

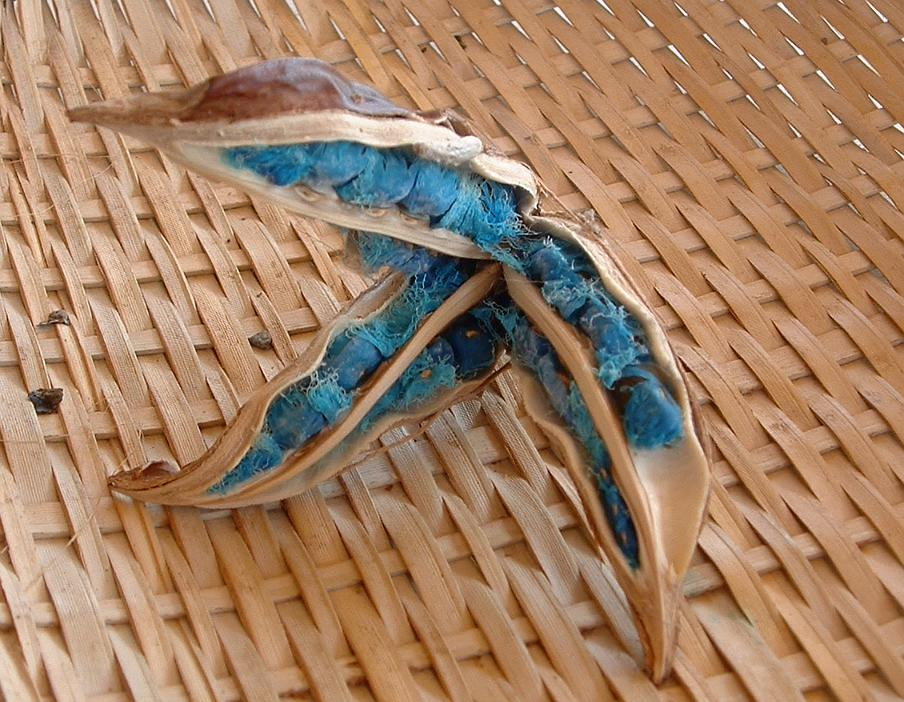
بذر نخل مسافر

بانک بذر هزاره (به انگلیسی: Millennium Seed Bank؛ مخفف: MSB) بزرگ‌ترین برنامهٔ حفاظت از گیاهان به‌صورت غیر رویشی در جهان است، که توسط باغ گیاه‌شناسی سلطنتی، کیو، انگلستان هماهنگ می‌شود. این پروژه پس از دریافت کمک هزینه کمیسیون هزاره در سال ۱۹۹۵، در سال ۱۹۹۶ آغاز به کار کرد و اکنون در ساختمان هزاره ولکام تراست واقع در محوطهٔ ویکهرست پلیس، ساسکس غربی قرار دارد. هدف آن ارائهٔ یک «بیمه‌نامه» در برابر انقراض گیاهان در طبیعت با ذخیرهٔ بذر برای استفاده در آینده است. این تأسیسات ذخیره‌سازی شامل انبارهای بزرگ یخ‌زده زیرزمینی است که بزرگ‌ترین بانک بذر گیاهان وحشی جهان یا مجموعه‌ای از بذر گونه‌های وحشی را در خود جای داده‌اند. این پروژه توسط دکتر پیتر تامپسون آغاز شده بود و پس از جدایی راجر اسمیت از پروژه، توسط پل اسمیت اداره می‌شد. راجر اسمیت در سال ۲۰۰۰ در مراسم سال نو ملکه، به پاس خدماتش به این پروژه، نشان نشان امپراتوری بریتانیا را دریافت کرد.

## پروژه
گروه‌هایی با همکاری سایر پروژه‌های تنوع زیستی در سراسر جهان، برای جمع‌آوری بذر گیاهان مناطق خشک اعزام می‌شوند. در صورت امکان، مجموعه‌ها در کشور مبدأ نگهداری می‌شوند و نسخه‌های تکراری برای ذخیره‌سازی به پروژهٔ بانک بذر هزاره ارسال می‌شوند. مشارکت‌های عمده‌ای در تمام قاره‌ها وجود دارد که کشورهای درگیر را قادر می‌سازد تا به اهداف بین‌المللی مانند استراتژی جهانی حفاظت از گیاهان و اهداف توسعهٔ هزاره برنامهٔ محیط زیست سازمان ملل متحد دست یابند.
بانک بذر کیو دستخوش تغییرات زیادی شده است. تأسیسات بانک بذر کیو که توسط پیتر تامپسون در سال ۱۹۸۰ تأسیس شد، پیش از بانک بذر هزاره تأسیس شد و از سال ۱۹۸۰ تا ۲۰۰۵ توسط راجر اسمیت ریاست می‌شد. از سال ۲۰۰۵، پاول اسمیت ریاست بانک بذر هزاره را بر عهده گرفت. ساختمان بانک بذر هزاره ولکام تراست توسط شرکت استانتون ویلیامز طراحی و در سال ۲۰۰۰ توسط پرنس چارلز افتتاح شد. آزمایشگاه‌ها و دفاتر در دو طرف فضای وسیعی که برای بازدیدکنندگان باز است و یک نمایشگاه را در خود جای داده، قرار گرفته‌اند. از اینجا بازدیدکنندگان می‌توانند از طریق پنجره‌های محوطه‌های کاری، تمیز کردن و آماده‌سازی بذرها را مشاهده کنند و ورودی خزانه‌های زیرزمینی را که بذرها در دمای −۲۰ درجه سلسیوس (−۴ درجه فارنهایت) در آن نگهداری می‌شوند، ببینند. در سال ۲۰۰۱، برنامهٔ بین‌المللی بانک بذر هزاره آغاز شد.
در آوریل ۲۰۰۷، این بانک یک میلیاردمین بذر خود، مربوط به گونهٔ Oxytenanthera abyssinica، نوعی بامبوی آفریقایی، را داشت. در اکتبر ۲۰۰۹، با افزودن موز وحشی Musa itinerans به خزانه بذر خود، به هدف ۱۰ درصدی خود که ذخیرهٔ تمام گونه‌های گیاهی وحشی جهان بود، دست یافت. با افزایش تخمین‌ها برای تعداد گونه‌های گیاهی دانه‌دار، ۳۴۰۸۸ گونه گیاهی وحشی و ۱۹۸۰۴۰۵۰۳۶ بذر موجود در انبار تا ژوئن ۲۰۱۵، بیش از ۱۳٪ از گونه‌های گیاهی وحشی جهان را تشکیل می‌دهند.

## اهداف
اهداف اصلی پروژه عبارتند از:
- جمع‌آوری بذر ۷۵۰۰۰ گونهٔ گیاهی تا سال ۲۰۲۰، که ۲۵٪ از گیاهان شناخته شده را تشکیل می‌دهد. این بخش، دومین مرحله از اولین هدف است، چرا که مرحلهٔ اول مشارکت، یعنی ذخیره‌سازی ۱۰٪ از گیاهان شناخته شده تا سال ۲۰۱۰، در اکتبر ۲۰۰۹ محقق شد.[۹]
- جمع‌آوری بذرهای تمام گیاهان بومی بریتانیا.
- تحقیقات بیشتر در زمینهٔ حفاظت و نگهداری از بذرها و گیاهان.
- تحقیق در این زمینه و تشویق به عنوان علاقه و حمایت عمومی.

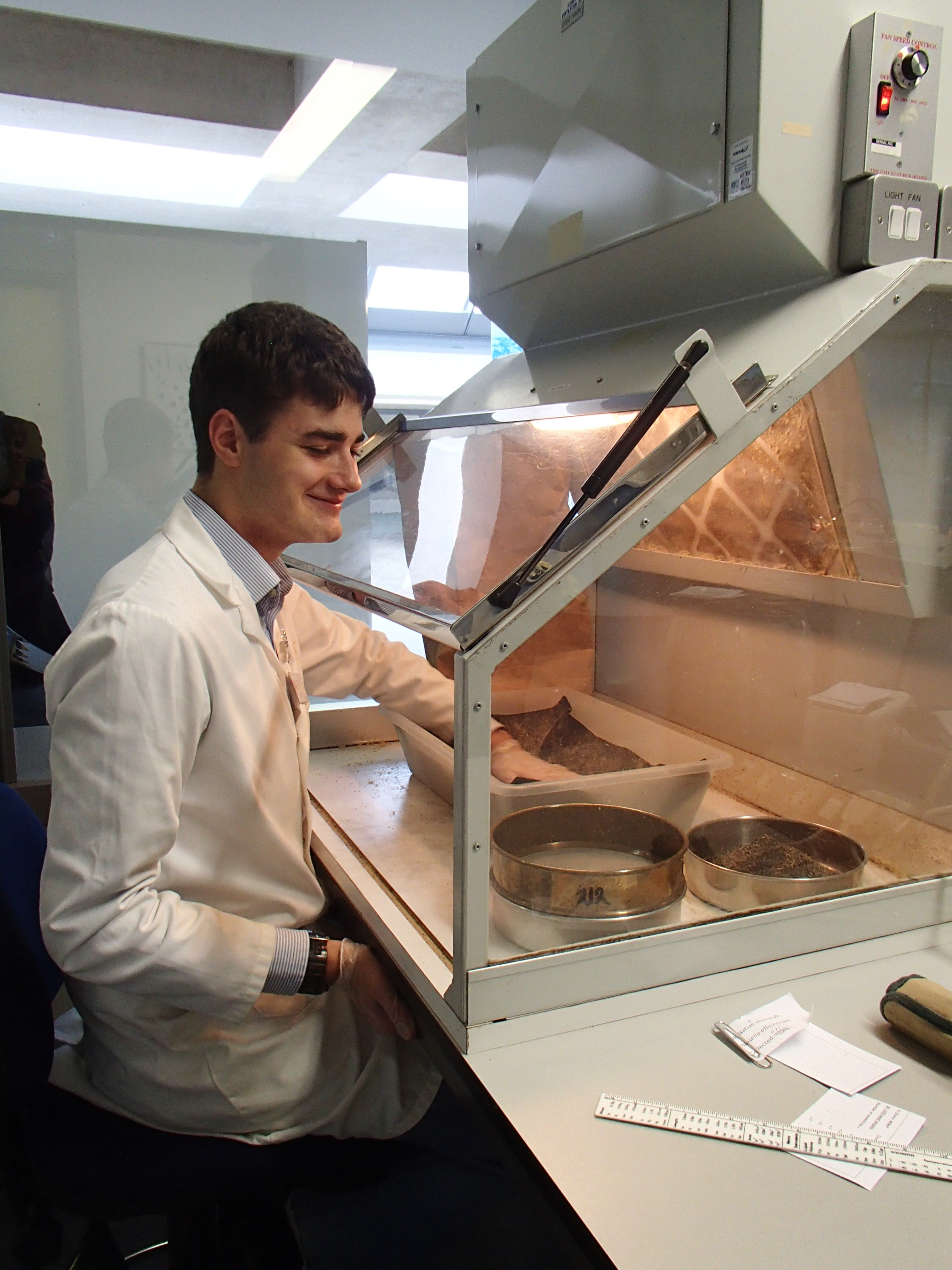
یک دانشجوی کارآموز در حال تمیز کردن بذرهای گیاه حلبوب زیر هود، بانک بذر هزاره